# Piri Weepu
Pour les articles homonymes, voir Piri.

a Compétitions nationales et continentales officielles uniquement.

b Matchs officiels uniquement.
Dernière mise à jour le 12 décembre 2018.
Piri Weepu, né le 7 septembre 1983 à Lower Hutt en Nouvelle-Zélande, est un joueur de rugby à XV néo-zélandais. Il évolue au poste de demi de mêlée et de demi d'ouverture. International néo-zélandais entre 2004 et 2013, ce demi de mêlée d'origine Maori et Niuéenne est célèbre pour mener le haka lors des matchs internationaux des All Blacks. Il remporte la coupe du monde de rugby à XV 2011 avec l'équipe de Nouvelle-Zélande.

## Biographie
Frère de l'ancien treiziste Billy Weepu, Piri Weepu grandit à Wainuiomata, dans la banlieue de Lower Hutt et commence le rugby à XV avec les Hutt Old Boys Marist. En 2003, il fait ses débuts professionnels avec la province de Wellington dans le Championnat National des Provinces (NPC) et est sélectionné en 2004 dans la franchise des Hurricanes pour participer au Super 12.
Le 20 novembre 2004, il connaît sa première sélection avec l'équipe de Nouvelle-Zélande à l'occasion d'un test-match contre le pays de Galles. L'année suivante, il est retenu à la fois par équipe des Māori de Nouvelle-Zélande, l'équipe des Junior All Black et les All Blacks. Lorsqu'il est sélectionné, c'est souvent lui qui mène le haka, prélude à tous les matchs internationaux des All Blacks.
Très bon buteur, il inscrit notamment 53 points sur coups de pied lors de la saison 2007 de Super 14 avec un taux de réussite de 91 %, il est aussi agile, puissant, talentueux et capable de joueur au poste de demi d'ouverture,. Il connaît néanmoins des problèmes de poids et est même envoyé en 2007 en camp d'entraînement pour perdre du poids,. Critiqué pour sa propension à boire et son indiscipline, il n'est pas retenu pour la Coupe du monde 2007. Cependant, il est régulièrement appelé par la suite malgré la concurrence avec des joueurs comme Jimmy Cowan, Andrew Ellis ou Brendon Leonard.
En octobre 2010, il se casse la jambe lors d'un match entre Wellington et Taranaki. Pendant sa convalescence, il décide de laisser pousser sa barbe jusqu'à son retour sur les terrains dans le Super 15. En mai 2011, il décide de se raser cheveux et barbe pour une œuvre caritative, afin de donner des fonds pour une jeune fille atteinte d'un cancer.
Piri Weepu annonce en juillet 2011 qu'il rejoindra la franchise des Blues en 2012. Il est retenu par Graham Henry pour disputer la coupe du monde 2011. Titulaire au poste de demi de mêlée, il participe aux sept matchs disputés par son équipe. À la suite du forfait de Daniel Carter puis de celui de son suppléant Colin Slade, il devient le buteur de l'équipe. Il marque quatre transformations contre le Canada puis s'illustre particulièrement en quart de finale contre l'Argentine où il inscrit sept pénalités affichant un taux de réussite de 100 % à cet exercice. Cette prestation lui vaudra le surnom de Mister Fixit (monsieur solution) dans son pays. Moins efficace en demi contre l'Australie, il livre une prestation médiocre en finale contre la France, manquant deux pénalités et une transformation et donnant malgré lui un ballon qui amène l'essai français. Weepu déclare après le match qu'il s'est blessé à l'échauffement lors de la finale et que cela avait influé sur sa capacité à botter.
En raison de l'émergence d'Aaron Smith au poste de demi de mêlée, il est remplaçant lors de la plupart des rencontres qu'il dispute en 2012, deux titularisations sur treize matchs, puis de nouveau lors de deux tests de juin 2013 face aux Français, ses deux dernières sélections avec les All Blacks.
Libéré de son contrat avec les London Welsh, contrat qui courait pour encore une année, il signe en février 2015 en faveur du club français de l'US Oyonnax pour la saison 2015-2016. Il termine la saison 2014-2015 en rejoignant les London Wasps. Débutant en Top 14 contre Montpellier, il dispute finalement huit rencontres, inscrivant un essai face à la Section paloise. Il est licencié en janvier 2016, étant en conflit avec son entraîneur Johann Authier. Il signe alors au mois de février avec le club de Saint-Sulpice-la-Pointe, le RC Saint-Sulpice, qui évolue en division Honneur. Malgré tout, Weepu n'est pas autorisé par le comité des Pyrénées à évoluer avec l'équipe première, craignant un risque de « déséquilibre du championnat » ; il n'a alors que le droit de participer aux entraînements et de jouer avec l'équipe réserve.
En juin 2016, il retourne en division professionnelle en signant pour le RC Narbonne pour la saison 2016-2017.
Il met un terme à sa carrière en octobre 2017, après une avoir effectué une dernière saison en Nouvelle-Zélande avec Wairarapa Bush en Heartland Championship.

## Palmarès

### En province et franchise
- Finaliste du National Provincial Championship en 2006, 2007, 2008, 2009 avec Wellington.

### En équipe nationale
- Vainqueur du Tri-nations/The Rugby Championship en 2005, 2006, 2007, 2008, 2010 et 2012.
- Vainqueur de la Coupe du monde 2011

#### Coupe du monde
| Édition               | Rang      | Résultats Nouvelle-Zélande | Résultats P. Weepu | Matchs P. Weepu |
| --------------------- | --------- | -------------------------- | ------------------ | --------------- |
| Nouvelle-Zélande 2011 | Vainqueur | 7 v, 0 n, 0d               | 7 v, 0 n, 0 d      | 7/7             |

Légende : v = victoire ; n = match nul ; d = défaite.

#### Tri-nations
| Édition                     | Rang | Résultats Nouvelle-Zélande | Résultats P. Weepu | Matchs P. Weepu |
| --------------------------- | ---- | -------------------------- | ------------------ | --------------- |
| Tri-nations 2005            | 1    | 3 v, 0 n, 1 d              | 3 v, 0 n, 1 d      | 4/4             |
| Tri-nations 2006            | 1    | 5 v, 0 n, 1 d              | 4 v, 0 n, 0 d      | 4/6             |
| Tri-nations 2007            | 1    | 3 v, 0 n, 1 d              | 2 v, 0 n, 1 d      | 3/4             |
| Tri-nations 2008            | 1    | 4 v, 0 n, 2 d              | 3 v, 0 n, 0 d      | 3/6             |
| Tri-nations 2009            | 2    | 3 v, 0 n, 3 d              | 1 v, 0 n, 2 d      | 3/6             |
| Tri-nations 2010            | 1    | 6 v, 0 n, 0 d              | 6 v, 0 n, 0 d      | 6/6             |
| Tri-nations 2011            | 2    | 2 v, 0 n, 2 d              | 2 v, 0 n, 2 d      | 4/4             |
| The Rugby Championship 2012 | 1    | 6 v, 0 n, 0 d              | 6 v, 0 n, 0 d      | 6/6             |

Légende : v = victoire ; n = match nul ; d = défaite.

## Statistiques

### En équipe nationale
Depuis ses débuts en 2004, Piri Weepu totalise 71 sélections au cours desquelles il a marqué sept essais, dix transformations et seize pénalités (103 points). Il participe notamment à sept Tri-nations, en 2005, 2006, 2007, 2008, 2009, 2010, 2011 et à une édition du Rugby Championship, compétition qui succède au Tri-nations, en 2012, et à une coupes du monde en 2011,. Il dispute sept rencontres de coupe du monde en 2011.